# جيفري بوتير
جيفري بوتير (بالإنجليزية: Jeffrey Potter)‏ هو كاتب سير ورسام أمريكي، ولد في 12 أبريل 1918 في مانهاتن في الولايات المتحدة، وتوفي في 15 ديسمبر 2012 في ساوثهامبتون ‏ في الولايات المتحدة.